# Canton de Ponnagyun
Le canton de Ponnagyun (birman : ပုဏ္ဏားကျွန်းမြို့နယ်), anciennement connu sous le nom d'Urittaung, est un canton du district de Sittwe, dans l'État de Rakhine, en Birmanie. La ville principale est Ponnagyun (en). Il y a 94 groupes de villages dans ce canton et environ 200 villages. Il possède une ancienne pagode Uritetawdat Zaydhi qui est inaugurée par le roi Min Phalaung (en) (1571-1593) de la dynastie Mrauk U (en). Il est situé à 40 km au sud de Sittwe, la capitale du district.

## Histoire
Ponnagyun est une petite ville du district de Sittwe dans l'Arakan. Elle était autrefois connue sous le nom de ville d'Urittaung et se trouvait de l'autre côté de la ville actuelle de Ponnagyun, près de la rive de la rivière Kaladan, en contrebas de la colline Sri Gututta. La ville d'Urittaung était le quartier général de la marine d'Arakan à l'époque de Mrauk U, du XVe au XVIIIe siècle. Les rois d'Arakan contrôlaient la baie du Bengale et certaines parties de l'actuel Bangladesh grâce à la puissance de la marine d'Arakan.

## Démographie
La plupart des habitants sont d'ethnie arakanaise, mais on trouve aussi des birmans et des hindous. Ils pratiquent le bouddhisme, l'hindouisme et le christianisme.

## Économie
Le canton de Ponnagyun n'a pas de grand marché. Les habitants dépendent de la capitale, Sittwe. 30% des habitants sont des fonctionnaires.

## Transport
Ponnagyun est située sur la route principale Rangoun-Sittwe. La ville dépend du transport routier, elle est située à proximité de la rivière Gisspanadi.

## Éducation
Il y a cinq lycées dans le canton de Ponnagyun :
- BEHS, Ponnagyun
- BEHS, Alechaung
- BEHS, Yotayaut